# Iron Claw
Iron Claw — шотландская рок-группа, сформированная в 1969 году и исполнявшая тяжелый рок.

## История
Все началось 20 июня 1969 года, когда 21-летний шотландец Алекс Уилсон, увлекавшийся звукозаписью, попал на концерт Led Zeppelin в Newcastle City Hall. Здесь он решил создать собственную группу и добиться с ней успеха.

### Формирование Iron Claw
Группа Iron Claw была создана в 1969 году в городе Дамфрис, Шотландия. Основателем и единственным постоянным участником группы является басист Алекс Уилсон, который придумал название коллектива, позаимствованное из композиции King Crimson «21st Century Schizoid Man». В первый состав вошли гитарист Джимми Ронни (Jimmy Ronnie) и ударник Иэн МакДугал (Ian McDougall). Группа уже начала репетиции, когда 16 ноября в местном клубе выступили Black Sabbath, произведшие на молодых музыкантов колоссальное впечатление. В начале 1970 года к трио, в котором до сих пор пел сам Уилсон, присоединился вокалист Уоллер (Mike Waller). Первоначально репертуар группы состоял из композиций Free, Ten Years After, Taste, Джонни Винтера и др., но со временем появился собственный материал.

### Ранние годы
1 июня 1970 года группа участвовала в музыкальном конкурсе, призом в котором была возможность сделать демонстрационную запись. Выиграв, Iron Claw отправились в Эдинбург, где 17 сентября на четырёхтрековом магнитофоне были записаны первые две композиции -
«Sabotage» и «Mist Eye». 5 декабря в Лондоне была проведена ещё одна сессия звукозаписи. 15 декабря 1970 года в Эдинбурге группа в полном составе побывала на концерте Black Sabbath и передала именитым англичанам ленту со своими записями. Весной 1971 года менеджмент Black Sabbath выразил своё неудовольствие музыкальным сходством шотландской группы с их подопечными и намекнул на возможность судебного иска. Уилсон решил не дразнить гусей и изменить стилистику своей группы, благо вскоре для этого нашелся повод.

В 1971 году ушел Уоллер, а группа пополнилась двумя новыми участниками — вокалистом Вулли Дэвидсоном (Wullie Davidson), игравшим к тому же на флейте и на гармонике, и гитаристом Дональдом МакЛохланом (Donald McLachlan). Однако новый гитарист не ужился с Ронни и в октябре 1971 года покинул состав. Группа сделала несколько записей, а в мае 1972 года ушёл МакДугал, которого заменил Нил Коккейн (Neil Cockayne). Музыка группы несколько смягчилась, и теперь она открывала концерты Barclay James Harvest и East of Eden. В 1974 году состав Iron Claw был распущен, так и не выпустив ни одного альбома.

### Воссоединение
В 1994 году группа собралась для выступления на благотворительном концерте. В 1996 году лейбл «Audio Archives» выпустил компиляцию из ранних записей группы под названием «Dismorphophobia». В 2007 году журнал Classic Rock посвятил Iron Claw статью «The Lost Pioneers of Heavy Metal», отдав должное незаурядному коллективу. А в 2009 году на Rockadrome Records был выпущен диск с шестнадцатью ремастированными песнями, которые группа записала в начале 1970-х.

Относительный успех этой компиляции показал, что к музыке Iron Claw существует устойчивый интерес, и в 2010 году коллектив снова собрался с новым вокалистом Гордоном Брауном (Gordon Brown) и принялся за сочинение и запись нового материала. Первый официальный альбом группы «A Different Game» вышел в октябре 2011 года на калифорнийском лейбле Ripple Music. Через месяц, в ноябре, Браун ушел, на его место был принят певец Гэри Хэйр (Gary Hair). Однако в марте 2013 года группа была официально распущена.

## Состав группы
| 1969-1971 | Майк Уоллер (Mike Waller) — вокал Алекс Уилсон (Alex Wilson) — бас-гитара Джимми Ронни (Jimmy Ronnie) — гитара Иэн МакДугал (Ian McDougall) — ударные                                                                          |
| 1971      | Вулли Дэвидсон (Wullie Davidson) — вокал, флейта, гармоника Дональд МакЛохлан (Donald MacLachlan) — гитара Алекс Уилсон (Alex Wilson) — бас-гитара Джимми Ронни (Jimmy Ronnie) — гитара Иэн МакДугал (Ian McDougall) — ударные |
| 1971-1972 | Джимми Ронни (Jimmy Ronnie) — гитара Вулли Дэвидсон (Wullie Davidson) — вокал, флейта, гармоника Алекс Уилсон (Alex Wilson) — бас-гитара Иэн МакДугал (Ian McDougall) — ударные                                                |
| 1972-1974 | Джимми Ронни (Jimmy Ronnie) — гитара Вулли Дэвидсон (Wullie Davidson) — вокал, флейта, гармоника Алекс Уилсон (Alex Wilson) — бас-гитара Нил Коккейн (Neil Cockayne) — ударные                                                 |
| 2010      | Гордон Браун (Gordon Brown) — вокал Джимми Ронни (Jimmy Ronnie) — гитара Алекс Уилсон (Alex Wilson) — бас-гитара Иэн МакДугал (Ian McDougall) — ударные                                                                        |
| 2010-2013 | Гэри Хэйр (Gary Hair)) — вокал Джимми Ронни (Jimmy Ronnie) — гитара Алекс Уилсон (Alex Wilson) — бас-гитара Иэн МакДугал (Ian McDougall) — ударные                                                                             |

### Сессионные музыканты
Билли Лайолл (Billy Lyall) — меллотрон, пианино, саксофон, перкуссия (1971—1972)

## Дискография

### Студийные альбомы
A Different Game (Ripple Music, September 2011)

### Компиляции
Dismorphophobia (1996)
Iron Claw (2009)